# Pico da Boa Vista
O pico da Boa Vista localiza se no planalto da Borborema, na cidade de Brejo da Madre de Deus, um dos pontos mais elevados do Estado de Pernambuco, na Região Agreste deste Estado, a uma altitude de 1.195 metros. É o cume da serra do Ponto.